# 荊の城
『荊の城』（いばらのしろ、原題：Fingersmith） は、2002年にイギリスで発刊されたサラ・ウォーターズ作のゴシック犯罪小説。2002年度の「エリス・ピーターズ・ヒストリカル・ダガー賞」を受賞している。
2005年にイギリスのBBCにより、同名タイトルでテレビドラマ化された。

## ストーリー
19世紀のヴィクトリア朝のロンドンが舞台。スリの一家の娘として育ったスーザン（スウ）は、「紳士」と呼ばれている詐欺師仲間のリチャードからある計画を持ち寄られる。それは、ロンドンからはるか離れたところに建つブライア城にいるモードという令嬢をだまし、莫大な財産を手に入れようというものだった。計画に乗ったスウは侍女としてモードと生活するようになるが、外界から遮断された環境の中、2人は当然のごとく親しくなってゆく。

## 受賞
受賞
- 2002年度「エリス・ピーターズ・ヒストリカル・ダガー賞」
- 2003年第15回「ラムダ賞」ラムダ賞レズビアンフィクション部門

最終選考候補
- 2002年度「ブッカー賞」
- 2002年度「オレンジ賞」

## 映像化

### テレビドラマ
2005年にイギリスのBBC製作でドラマ化され、前後編2回にわたって放映された。

#### キャスト
- スーザン：サリー・ホーキンス
- モード：エレイン・キャシディ
- リチャード：ルパート・エヴァンス
- リリー：チャールズ・ダンス
- イッブス：デヴィット・トラウトン
- サックスビー夫人：イメルダ・スタウントン

### 映画
2016年にパク・チャヌクにより『お嬢さん』として韓国で映画化された。